# Roiffieux
Roiffieux ([ʁwafjø], okzitanisch Reifiòc) ist eine französische Gemeinde mit 2723 Einwohnern (Stand 1. Januar 2022) im Kanton Annonay-2 des Départements Ardèche in der Region Auvergne-Rhône-Alpes, wenige Kilometer südlich von Annonay.
Die Gemeindebewohner werden Réfocalien und Réfocalienne genannt.
Roiffieux nimmt erfolgreich am nationalen Wettbewerb zur Gemeindeverschönerung teil.

## Geografie
Als Ausgangspunkt für Wanderungen bietet Roiffieux spektakuläre Ausblicke auf das Vercors-Massiv und auf die Bergketten der westlichen Alpen.

## Geschichte
Zur Zeit der Revolution 1789 wurde auf den Namen „Fieux libre“ ausgewichen, um das Wort „Roi“ (König) zu vermeiden.
Auf dem Gemeindegebiet befinden sich mehrere alte Schlösser und viele Zeugnisse schöner alter Architektur.

## Bevölkerungsentwicklung
| Jahr                       | 1793 | 1821 | 1831 | 1872 | 1921 | 1946 | 1962 | 1968 | 1975 | 1999 | 2010 |
| -------------------------- | ---- | ---- | ---- | ---- | ---- | ---- | ---- | ---- | ---- | ---- | ---- |
| Einwohner                  | 340  | 832  | 714  | 1078 | 956  | 925  | 872  | 1181 | 1761 | 2453 | 2907 |
| Quellen: Cassini und INSEE |      |      |      |      |      |      |      |      |      |      |      |

## Sehenswürdigkeiten
- Le Chaumel
- Château des Gaudras (Privatbesitz)
- Schloss Brogieux (Privatbesitz)
- Stadtkirche Saint-Martin-de-Tours „Composite“ mit achteckigem Turm aus dem 12. Jahrhundert
- Le lavoir (bachas)
- Schloss Japperenard (Privatbesitz)
- Schloss Lacas